# Musetto/Io, mammeta e tu
Musetto/Io, mammeta e tu è il 18° singolo di Domenico Modugno.

## Il disco
Fu l'ultimo singolo di Modugno per la RCA Italiana, infatti passerà qualche settimana dopo la pubblicazione del disco alla Fonit, che non si era ancora fusa con la Cetra. Le due canzoni ebbero un buon successo, soprattutto la seconda, inoltre il singolo fu stampato dalla casa contemporaneamente sia nel formato da 10" a 78 giri che da 7" a 45 giri.

## I brani

### Musetto
La prima è una canzone molto romantica e soft in cui Modugno parla in prima persona ad una ragazza un po' snob, dicendole che è più bella senza trucco; come ha raccontato lo stesso cantautore, la canzone gli era stata ispirata dalla moglie Franca Gandolfi.
Modugno in seguito disse:
(Domenico Modugno, 1979)
Fu la seconda ed ultima canzone del primo periodo RCA di Modugno incisa in italiano (la prima era stata Vecchio Frack); "Musetto" partecipò alcuni mesi più tardi al Festival di Sanremo, interpretata da Gianni Marzocchi e si classificò all'ottavo posto; venne in seguito incisa anche dal Quartetto Cetra, che ne propose anche una divertente parodia in televisione.

#### Accoglienza
Classifica annuale
| Classifica (1956) | Posizione | Artista          |
| ----------------- | --------- | ---------------- |
| Italia            | 11        | Quartetto Cetra  |
| Italia            | 39        | Domenico Modugno |

#### Curiosità
- Nel 2021 il cantautore Peppe Voltarelli ha reinterpretato Musetto nel suo album Planetario.[3]

### Io, mammeta e tu
La seconda canzone, una delle più note di Modugno, è stata scritta per il testo da Riccardo Pazzaglia, e racconta le divertenti vicende di due ragazzi che non possono godere del loro amore, per via della megera mamma di lei che li segue dappertutto; è stata spesso reincisa dal cantautore, a volte aggiungendo personaggi della famiglia e brani recitati.
Dalla canzone venne tratto un omonimo film (con lo stesso Modugno e con un'irresistibile Tina Pica), diretto da Carlo Ludovico Bragaglia. Verrà anche reinterpretata da Renato Carosone e da Massimo Ranieri.

#### Accoglienza
Classifica annuale
| Classifica (1956) | Posizione | Artista         |
| ----------------- | --------- | --------------- |
| Italia            | 5         | Renato Carosone |